# 大島さやか
大島 沙耶香（おおしま さやか、1977年9月7日 - ）は、元新潟放送 (BSN) のアナウンサー、元福井放送 (FBC) のアナウンサー。
媒体によっては「大島 さやか」と表記されることがあり、FBC公式サイト (FBC-i) においても「大島 沙耶香」表記と「大島 さやか」表記が混在している。

## 来歴
新潟県新潟市出身。BSNを退社後、2003年10月にFBCに入社した。
BSN入社前には日テレ学院に、FBC入社前には東京アナウンスセミナーに通っていたことがある。

## 担当番組

### FBCテレビ
- 夕方いちばんプラス1フライデー - 司会[6]
- さやかのわらとれ[1]
- 日曜スペシャル リサーチ35調査隊が行く！[7]
- 夕方いちばんプラス1 - 「壱番亭」担当[4]、司会[8]、「げんき米プロジェクト〜ライススタイル」担当[8]
- 朝だ!生です旅サラダ（朝日放送）[1][9]
- Newsリアルタイムふくい[9] - 18時台キャスター
- 福井夢応援プロジェクト ドリーマーズ[9]